# Rive (Piemont)
Rive település Olaszországban, Piemont régióban, Vercelli megyében. Lakosainak száma 448 fő (2023. január 1.). Rive Balzola, Stroppiana, Villanova Monferrato, Costanzana és Pertengo községekkel határos.

## Népesség
A település népességének változása:
| Lakosok száma | 457  | 456  | 448  |
|               | 2017 | 2018 | 2023 |